# Roger Atkinson Pryor
Roger Atkinson Pryor (19 juillet 1828 – 14 mars 1919) est un rédacteur en chef de journal de Virginie et homme politique qui est devenu connu pour son éloquence ardente en faveur de la sécession ; il est élu à la fois à un poste national et confédéré, et sert comme général de l'armée confédérée pendant la guerre de Sécession. En 1865, il part à New York pour refaire sa vie, et en 1868, y fait venir sa famille. Il est parmi un certain nombre de sudistes influents dans le Nord qui sont connus comme les « carpetbaggersconfédérés ».
Il devient un associé de Benjamin F. Butler (basé à Boston), remarqué dans le Sud qui voue une haine à l'encontre de général de l'Union pendant la guerre. Leur partenariat est un succès financier, et Pryor devient actif dans le parti démocrate dans le Nord. En 1877, il est choisi pour donner l'allocution d'inauguration du jour de la décoration, dans laquelle, selon une interprétation, il vilipende la reconstruction et promeut la cause perdue, tout en conciliant les nobles soldats en tant que victimes des politiciens,. En 1890, il rejoint les fils de la révolution américaine, l'une des nouvelles sociétés mémorielles, qui est créée à la suite de la célébration du centenaire des États-Unis.
Il est nommé juge de la cour d'appel  commun de New York de 1890 à 1894, et juge de la cour suprême de New York de 1894 jusqu'à sa retraite en 1899. Le 10 avril 1912, il est nommé arbitre officiel par la division d'appel de la cour suprême de l'État, où il sert jusqu'à sa mort.
Lui et sa femme Sara Agnes Rice Pryor, également une Virginienne, ont sept enfants ensemble, le dernier né en 1868. Actif dans la création de plusieurs sociétés patrimoniales, elle organise des collectes de fonds pour la préservation du patrimoine historique. Elle est un écrivain et écrit plusieurs œuvres : des histoires, des mémoires, des romans et des nouvelles, publiés par la Macmillan Company dans la première décennie du XXe siècle. Ses mémoires sont source importante pour les historiens qui font des recherches sur la société sudiste pendant et après la guerre de Sécession.

## Jeunesse
Pryor naît près de Petersburg, en Virginie à Montrose, deuxième enfant de Lucy Atkinson et de Theodorick Bland Pryor, un pasteur. Il a une sœur aînée, Lucy. Son père est un petit-fils de Richard Bland et ses ancêtres paternels sont des descendants des premiers colons de la Virginie. Après la mort de sa mère lorsqu'il est jeune, son père se remarie et a plusieurs enfants avec sa seconde épouse.
Pryor est diplômé de l'université Hampden–Sydney, en 1845, et de la faculté de droit de l'université de Virginie en 1848.
L'année suivante, il est admis au barreau, mais a abandonne le droit en raison de problème de santé. Il commence à travailler comme journaliste avant son mariage.

## Mariage et famille
Le 8 novembre 1848, Pryor épouse Sara Agnes Rice, fille de Samuel Blair Rice et de sa seconde épouse, Lucy Walton Leftwich, du comté d'Halifax, en Virginie. L'une des nombreux enfants, elle a effectivement été adoptée par une tante sans enfants, Mary Blair Hargrave, et son mari, le Dr Samuel Pleasants Hargrave, et a vécu avec eux à Hanover, en Virginie. Ils sont propriétaires d'esclaves. Lorsque Sara a environ huit ans, les Hargraves déménagent avec elle à Charlottesville pour son éducation.
Sara et Roger A. Pryor ont sept enfants ensemble :
- Maria Gordon Pryor (appelé Gordon) (1850 - 1928), a épousé Henri Crenshaw Rice (1842 - 1916)
- Theodorick Fade Pryor (1851 - 1871), est décédé à l'âge de 20 ans, probablement un suicide, comme il souffrait de dépression. Admis à l'université de Princeton à un âge précoce, il fait partie de ses premiers boursiers en mathématiques ; il étudie également à l'université de Cambridge, et étudie le droit[7].
- Roger Atkinson Pryor, devient avocat à New York[8].
- Mary Blair Pryor, épouse François Thomas Walker
- William Rice Pryor (b. c.1860 - 1900[9]), est un médecin et chirurgien à New York et meurt jeune.
- Lucy Atkinson Pryor, épouse l'architecte A. Page Brown ; en 1889, ils déménagent à San Francisco, en Californie.
- Francesca (Fanny), Theodora Bland Pryor (b. 31 décembre 1868), à Petersbourg, en Virginie, épouse William de Leftwich Dodge, peintre muraliste ; ils ont vécu à Paris et à New York.

## Carrière

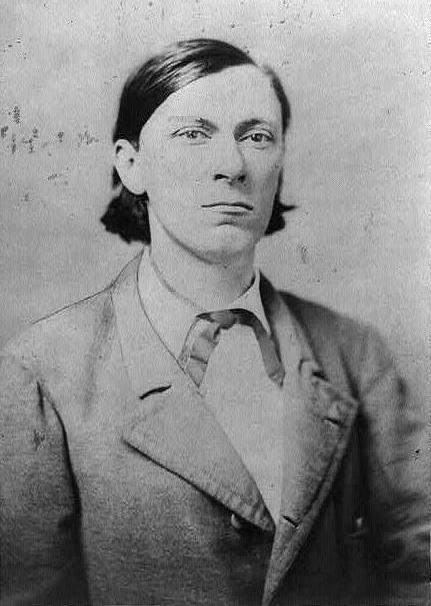
Pryor dans ses jeunes années.

Pendant quelques années, Pryor travaille dans le journalisme, servant dans les rédactions du Washington Union en 1852 et du Daily Richmond Enquirer, en 1854. Ce dernier a été l'un des principaux journaux dans le Sud pendant 50 ans.
Après s'être impliqué dans la politique, Pryor est nommé par le président Franklin Pierce en tant que diplomate en Grèce en 1854. Lors de son retour en Virginie, en 1857, il fonde The South, un journal quotidien, à Richmond. Il devient connu comme un défenseur ardent et éloquent de l'esclavage, des droits des état du Sud, et de la sécession ; bien que lui et sa femme n'ont pas personnellement d'esclaves, ils sont issus de la classe des propriétaires d'esclaves. Son plaidoyer en faveur de l'institution est un exemple de la façon dont, dans une « société esclavagiste », comme la Virginie, l'esclavage  alimente à la fois l'économie et soutient l'ensemble de la structure sociale.
En 1859, Pryor est élu démocrate à la Chambre des représentants des États-Unis ; il comble la vacance du quatrième district de Virginie causée par la mort de William O. Goode. Il sert à partir du 7 décembre 1859 et est réélu, servant jusqu'au 3 mars 1861, lorsque l'État fait sécession. À la Chambre, Pryor devient un ennemi  du représentant de Thaddeus Stevens, un républicain de Pennsylvanie favorable à l'abolitionnisme.
Au cours de son mandat, Pryor a une violente dispute avec John F. Potter, un représentant du Wisconsin, et le défie en duel. Ayant le choix des armes selon le protocole du duel, Potter choisit les couteaux bowie. Pryor se retire, en disant que le couteau n'est pas une « arme civilisée ». L'incident est largement diffusé dans la presse du nord, qui dépeint le refus de Pryor de faire le duel comme un coup pour le Nord — et comme une humiliation lâche d'un « cracheur de feu » du Sud.
Au cours d'un discours contre l'esclavage du républicain de l'Illinois (et cousin) Owen Lovejoy, devant la Chambre des représentants des États-Unis le 5 avril 1860, Lovejoy condamne les démocrates pour leurs vues racistes et le soutien à l'esclavage. Alors que Lovejoy livre son discours, Pryor et plusieurs autres démocrates dans le public, expriment leur colère et exaspération à l'encontre des remarques de Lovejoy et le menacent de blessure physique, avec plusieurs républicains se précipitant à la défense de Lovejoy.

### Guerre de Sécession
Au début de 1861, Pryor milite immédiatement pour la sécession de la Virginie, mais la convention de l'État ne la prononce pas. Il part à Charleston, en avril, pour exhorter une attaque immédiate contre le fort Sumter. Pryor affirme que cela causera la sécession de la Virginie. Le 12 avril, lui et Sara accompagne le dernier groupe confédéré au fort avant le bombardement (mais restent sur le bateau). Par la suite, pendant l'attente au fort Johnson, on lui offre la possibilité de tirer le premier coup. Mais il refuse, en disant : « je ne pourrais pas tirer le premier canon de la guerre ». Pryor devient presque devenu la première victime de la guerre de Sécession - lors de la visite de fort Sumter comme un émissaire, il prend une bouteille d'iodure de potassium dans l'hôpital pour du whisky médicinal et le boit ; son erreur est comprise à temps par les médecins de l'Union qui pompent son estomac et lui sauvent la vie.
En 1861, Pryor est réélu à son siège au Congrès, mais, la Virginie déclarant la sécession fait qu'il ne siège jamais. À cette période, plusieurs États, dont la Virginie élisent des représentants des États-Unis au début des années impaires. Au cours de cette période, le Congrès se réunit généralement en fin d'année. Il sert au Congrès provisoire confédéré en 1861, et aussi au premier Congrès ordinaire (1862) en vertu de la constitution confédérée.
Il entre dans l'armée confédérée en tant que colonel du 3rd Virginia Infantry. Il est promu au brigadier général le 16 avril 1862. Sa brigade combat lors de la campagne de la Péninsule et lors de la seconde bataille de Bull Run, où elle est détachée au cours des combats et opère temporairement sous les ordres de Stonewall Jackson. Le commandement de Pryor comprend le 2nd Florida, le 14th Alabama, 3 rd Virginia, et 14th Louisiana Infantry. Pendant la bataille des sept jours, le premier bataillon de zouaves de Louisiane (Coppens) est temporairement attaché à elle. Par la suite, le Louisianans partent et Pryor reçoit deux nouveaux régiments; les 5th et 8th Florida Infantry. En conséquence, elle devient connue comme la « brigade de Floride ». À Antietam , le 17 septembre 1862, il assume le commandement de la division d'Anderson du corps de Longstreet après la blessure du major général Richard H. Anderson. Pryor s'avère incompétent en tant que commandant de division, et les troupes de l'Union flanquent sa position, provoquant leur retraite en désordre.
En conséquence, il n'obtient pas un commandement de terrain plus élevé du président confédéré. En 1863, Pryor démissionne de sa commission et sa brigade est dissoute, ses régiments étant réaffectés dans d'autres commandements. En août de cette année, il s'enrôle comme simple soldat et éclaireur dans le 3rd Virginia Cavalry, sous les ordres du général Fitzhugh Lee. Pryor est capturé le 28 novembre 1864, et emprisonné dans le fort de Lafayette  à New York étant soupçonné d'espionnage. Après plusieurs mois, il est libéré sur parole par ordre du président Lincoln et retourne en Virginie. Le secrétaire de guerre de l'armée des États confédérés et écrivain, John B. Jones, mentionne Pryor dans son entrée du 9 avril 1865 entrée de Richmond, en Virginie, « on dit que Roger A. Pryor être resté volontairement à Petersburg, et il annonce son abandon de la cause des États confédérés ».
Dans les premiers jours de la guerre, Sara Rice Pryor, accompagne son mari et travaille comme infirmière pour les troupes. En 1863, après qu'il a démissionné de la commission, elle reste à Petersburg et s'acharne à subvenir aux besoins leur famille, probablement avec l'aide de sa famille. Plus tard, elle écrit sur les années de guerre dans ses deux mémoires, publiés au début des années 1900.

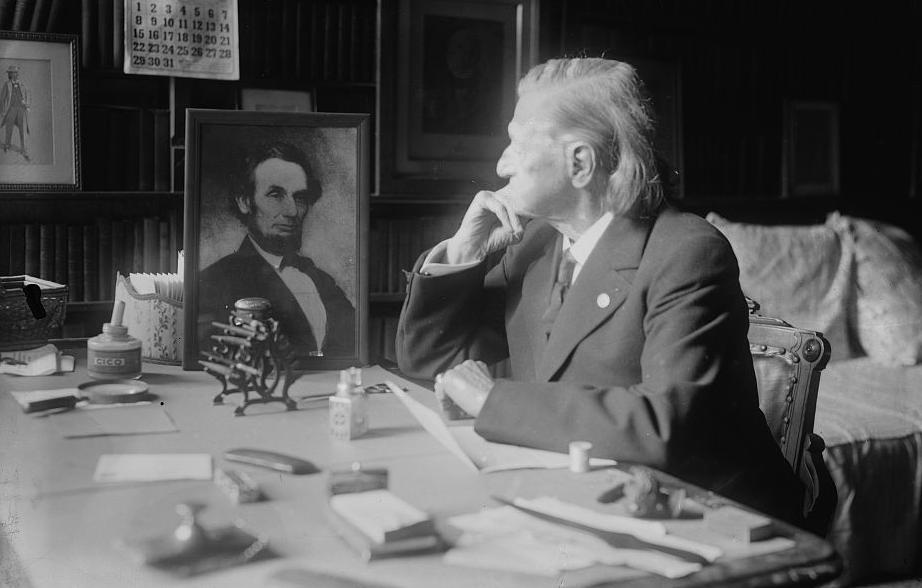
Pryor regardant un portrait d'Abraham Lincoln.

## Après la guerre
En 1865, Pryor ruiné déménage dans la ville de New York, invité par des amis qu'il a connus avant la guerre. Il crée finalement un cabinet d'avocats avec l'homme politique Benjamin F. Butler de Boston. Butler est un général de l'Union qui est largement connu et détesté dans le Sud. Pryor  devient actif en politique en tant que démocrate, à New York.
Pryor fait venir sa famille de Virginie à New York en 1868, et ils s'installent à Brooklyn Heights. Ils luttent avec la pauvreté pendant des années, mais peu à peu commencent à se rétablir financièrement.
Pryor apprend à travailler dans la politique du parti démocrate de New York, où il occupe une place importante parmi les sudistes  influents qui deviennent connus comme les « carpetbaggers confédérés ». Finalement, il fait des discours en disant qu'il est content que la nation soit réunie et que le Sud ait perdu. Pryor est élu en tant que délégué à la convention nationale démocrate en 1876, un an avant que le retrait par le gouvernement fédéral de ses dernières forces militaires du Sud et la fin de la reconstruction.
Choisi par le parti démocrate pour l'inauguration de la journée de la décoration en 1877, après le compromis national qui entraîne le retrait des troupes par le gouvernement fédéral du Sud, Pryor vilipende la reconstruction et promeut la cause perdue. Il se réfère à tous les soldats comme les nobles victimes de politiciens, alors qu'il a été celui qui a donné des discours enflammés en faveur de la sécession et la guerre. L'historien David W. Blight écrit que Pryor est l'une des personnalités politiques influentes, qui a façonné l'histoire de la guerre en excluant la question de l'esclavage ; dans les années suivantes, l'augmentation de la réconciliation entre le Nord et le Sud se fonde sur l'exclusion des affranchis et des questions raciales.
En 1890, Pryor est nommé en tant que juge du tribunal des plaids communs de New York, où il sert jusqu'en 1894. Il est ensuite nommé juge de la cour suprême de New York, servant de 1894 à 1899, quand il prend sa retraite.
En décembre 1890, Pryor rejoint le chapitre de New York de la nouvelle organisation du patrimoine/de la lignée, les fils de la révolution américaine (SAR), pour les descendants mâles des participants à la guerre. Lors de son admission, lui et ses ancêtres documentés entrent tous sous son numéro de membre, le 4043. Agacé d'être exclu du club des hommes, Sara Agnes Rice Pryor et d'autres femmes fondent le chapitres des filles de la révolution américaine, mettant en place de leur propre société de lignée pour reconnaître la contribution des femmes et organiser la préservation du patrimoine historique et l'éducation.
À la retraite, Pryor est nommé le 10 avril 1912 en tant qu'arbitre officiel par la division d'appel de la cour suprême de l'État de New York.
Il sert jusqu'à sa mort le 14 mars 1919 dans la ville de New York. Il est enterré dans le cimetière de Princeton, à Princeton, New Jersey, où sa femme et leurs fils Theodorick et William sont déjà enterrés.

## Mémoire et honneurs
- Le marqueur de l'autoroute de Virginie honore le lieu de naissance de Pryor, près de Petersburg.

## Sara Agnes Rice Pryor
Sara Pryor partage les combats de son mari au cours de leurs premières années de pauvreté à New York. Elle coud tous les vêtements des enfants, obtient les bourses d'études, et aide son mari dans ses études de droit. Réalisant que d'autres femmes et enfants ont besoin d'aide, elle lève des fonds pour fonder une maison pour eux.
Comme son mari, Sarah Pryor aide à fonder les organisations de lignée et de patrimoine, y compris la préservation des antiquités de Virginie (depuis 2009 nommée préservation de la Virginie) ; l'association commémorative Mary Washington ; les filles de la révolution américaine (DAR) ; et la société nationale des dames coloniale de l'Amérique. Elle devient une auteure productive, après 1900, publiant deux histoires sur l'ère coloniale, deux mémoires et romans. Ses Reminiscences of Peace and War (1904), sont recommandées par les filles unies de la Confédération à ses membres pour une étude sérieuse.
Après sa mort, Sarah Pryor est enterré au cimetière de Princeton, près de ses fils Theodorick et William.

### Œuvres de Sara Agnès Rice Pryor
- The Mother of Washington and her Times, New York: Macmillan Company, (1903), disponible en livre numérique gratuit sur Googlebooks
- Reminiscences of Peace and War, Grosset & Dunlap, 1904; édition révisée, Macmillan Company, (1905), disponible en livre numérique gratuit sur Googlebooks
- The Birth of the Nation: Jamestown, 1607, Macmillan Company, (1907), disponible en livre numérique gratuit sur Googlebooks
- My Day: Reminiscences of a Long Life, New York: Macmillan, 1909, carried at Documenting the American South, University of North Carolina, texte complet disponible en ligne
- The Colonel's Story, New York, Macmillan, 1911, roman, disponible en livre numérique gratuit sur Googlebooks

## Vie personnelle
Pryor est un descendant de Richard Bland II, Richard Bland I, Theodorick Bland of Westover, et le gouverneur Richard Bennett
|  |                           |  |  |  |  |  |  |  |  |  |  |  |  |  |  |  |
|  | 8. John Pryor             |  |  |  |  |  |  |  |  |  |  |  |  |  |  |  |
|  |                           |  |  |  |  |  |  |  |  |  |  |  |  |  |  |  |
|  |                           |  |  |  |  |  |  |  |  |  |  |  |  |  |  |  |
|  | 4. Richard Pryor          |  |  |  |  |  |  |  |  |  |  |  |  |  |  |  |
|  |                           |  |  |  |  |  |  |  |  |  |  |  |  |  |  |  |
|  |                           |  |  |  |  |  |  |  |  |  |  |  |  |  |  |  |
|  | 18. Richard Bland II      |  |  |  |  |  |  |  |  |  |  |  |  |  |  |  |
|  |                           |  |  |  |  |  |  |  |  |  |  |  |  |  |  |  |
|  |                           |  |  |  |  |  |  |  |  |  |  |  |  |  |  |  |
|  | 9. Anne Bland             |  |  |  |  |  |  |  |  |  |  |  |  |  |  |  |
|  |                           |  |  |  |  |  |  |  |  |  |  |  |  |  |  |  |
|  |                           |  |  |  |  |  |  |  |  |  |  |  |  |  |  |  |
|  | 19. Anne Poythress        |  |  |  |  |  |  |  |  |  |  |  |  |  |  |  |
|  |                           |  |  |  |  |  |  |  |  |  |  |  |  |  |  |  |
|  |                           |  |  |  |  |  |  |  |  |  |  |  |  |  |  |  |
|  | 2. Theodorick Bland Pryor |  |  |  |  |  |  |  |  |  |  |  |  |  |  |  |
|  |                           |  |  |  |  |  |  |  |  |  |  |  |  |  |  |  |
|  |                           |  |  |  |  |  |  |  |  |  |  |  |  |  |  |  |
|  | 20. Richard Bland II      |  |  |  |  |  |  |  |  |  |  |  |  |  |  |  |
|  |                           |  |  |  |  |  |  |  |  |  |  |  |  |  |  |  |
|  |                           |  |  |  |  |  |  |  |  |  |  |  |  |  |  |  |
|  | 10. William Bland         |  |  |  |  |  |  |  |  |  |  |  |  |  |  |  |
|  |                           |  |  |  |  |  |  |  |  |  |  |  |  |  |  |  |
|  |                           |  |  |  |  |  |  |  |  |  |  |  |  |  |  |  |
|  | 21. Anne Poythress        |  |  |  |  |  |  |  |  |  |  |  |  |  |  |  |
|  |                           |  |  |  |  |  |  |  |  |  |  |  |  |  |  |  |
|  |                           |  |  |  |  |  |  |  |  |  |  |  |  |  |  |  |
|  | 5. Anne Bland             |  |  |  |  |  |  |  |  |  |  |  |  |  |  |  |
|  |                           |  |  |  |  |  |  |  |  |  |  |  |  |  |  |  |
|  |                           |  |  |  |  |  |  |  |  |  |  |  |  |  |  |  |
|  | 11. Elizabeth Yates       |  |  |  |  |  |  |  |  |  |  |  |  |  |  |  |
|  |                           |  |  |  |  |  |  |  |  |  |  |  |  |  |  |  |
|  |                           |  |  |  |  |  |  |  |  |  |  |  |  |  |  |  |
|  | 1. Roger Atkinson Pryor   |  |  |  |  |  |  |  |  |  |  |  |  |  |  |  |
|  |                           |  |  |  |  |  |  |  |  |  |  |  |  |  |  |  |
|  |                           |  |  |  |  |  |  |  |  |  |  |  |  |  |  |  |
|  | 12. Roger Atkinson, Sr.   |  |  |  |  |  |  |  |  |  |  |  |  |  |  |  |
|  |                           |  |  |  |  |  |  |  |  |  |  |  |  |  |  |  |
|  |                           |  |  |  |  |  |  |  |  |  |  |  |  |  |  |  |
|  | 6. Roger Atkinson, Jr.    |  |  |  |  |  |  |  |  |  |  |  |  |  |  |  |
|  |                           |  |  |  |  |  |  |  |  |  |  |  |  |  |  |  |
|  |                           |  |  |  |  |  |  |  |  |  |  |  |  |  |  |  |
|  | 3. Lucy Atkinson          |  |  |  |  |  |  |  |  |  |  |  |  |  |  |  |
|  |                           |  |  |  |  |  |  |  |  |  |  |  |  |  |  |  |
|  |                           |  |  |  |  |  |  |  |  |  |  |  |  |  |  |  |
|  | 14. Peter Poythress       |  |  |  |  |  |  |  |  |  |  |  |  |  |  |  |
|  |                           |  |  |  |  |  |  |  |  |  |  |  |  |  |  |  |
|  |                           |  |  |  |  |  |  |  |  |  |  |  |  |  |  |  |
|  | 7. Agnes Poythress        |  |  |  |  |  |  |  |  |  |  |  |  |  |  |  |
|  |                           |  |  |  |  |  |  |  |  |  |  |  |  |  |  |  |
|  |                           |  |  |  |  |  |  |  |  |  |  |  |  |  |  |  |